# Sezona Velikih nagrad 1913
Sezona Velikih nagrad 1913 je bila osma sezona Velikih nagrad, dirke niso bile povezane v prvenstvo. 

## Velike nagrade

### Grandes Épreuves
| Velika nagrada          | Dirkališče | Datum     | Zmag. dirkač    | Zmag. moštvo | Poročilo |
| ----------------------- | ---------- | --------- | --------------- | ------------ | -------- |
| Velika nagrada Francije | Amiens     | 12. julij | Georges Boillot | Peugeot      | Poročilo |

### Ostale Velike nagrade
| Velika nagrada         | Dirkališče       | Datum      | Zmag. dirkač | Zmag. moštvo | Poročilo |
| ---------------------- | ---------------- | ---------- | ------------ | ------------ | -------- |
| Indianapolis 500       | Indianapolis     | 30. maj    | Jules Goux   | Peugeot      | Poročilo |
| Velika nagrada Rusije  | Sankt Petersburg | 7. junij   | G. Suvorin   | Benz         | Poročilo |
| Grand Prix de France   | Le Mans          | 5. avgust  | Paul Bablot  | Delage       | Poročilo |
| Santa Monica Road Race | Santa Monica     | 9. avgust  | Earl Cooper  | Stutz        | Poročilo |
| Elgin National Trophy  | Elgin            | 30. avgust | Gil Andersen | Stutz        | Poročilo |